# Pokal evropskih prvakov 1977/78 (hokej na ledu)
Pokal evropskih prvakov 1977/78 je trinajsta sezona hokejskega pokala, ki je potekal med 27. oktobrom in 29. avgustom. Naslov evropskega pokalnega zmagovalca je osvojil klub CSKA Moskva, ki je v finalu premagal Poldi Kladno.

## Tekme

### Prvi krog
| 1. klub             | Rezultat  | 2. klub                 |
| ------------------- | --------- | ----------------------- |
| Gap HC              | 7:9, 3:14 | Kölner EC               |
| Dynamo Berlin       | 7:3, 4:4  | Podhale Nowy Targ       |
| HC Steaua Bucureşti | 3:2, 1:3  | SC Bern                 |
| EC KAC              | 5:2, 5:3  | Ferencvárosi TC         |
| HC Bolzano          | 6:2, 6:6  | HK Jesenice             |
| IL Manglerud Star   | 3:3, 6:7  | F Verwarming Heerenveen |

### Drugi krog
| 1. klub                 | Rezultat          | 2. klub         |
| ----------------------- | ----------------- | --------------- |
| SC Bern                 | 7:3, 4:8 (0:2 KS) | Kölner EC       |
| EC KAC                  | 5:5, 2:3          | HC Bolzano      |
| Dynamo Berlin           | 7:7, 6:5          | Brynäs IF       |
| F Verwarming Heerenveen | b.b.              | Tappara Tampere |

### Tretji krog
| 1. klub       | Rezultat | 2. klub                 |
| ------------- | -------- | ----------------------- |
| Dynamo Berlin | 5:1, 6:2 | Kölner EC               |
| HC Bolzano    | 4:2, 1:7 | F Verwarming Heerenveen |

### Četrtfinale
| 1. klub                 | Rezultat  | 2. klub      |
| ----------------------- | --------- | ------------ |
| F Verwarming Heerenveen | 3:9, 5:13 | Poldi Kladno |

### Polfinale
| 1. klub       | Rezultat | 2. klub      |
| ------------- | -------- | ------------ |
| Dynamo Berlin | 5:5, 2:9 | Poldi Kladno |

### Finale
| 1. klub     | Rezultat | 2. klub      |
| ----------- | -------- | ------------ |
| CSKA Moskva | 3:1      | Poldi Kladno |